# Auren Energia
A Auren Energia é uma empresa brasileira de capital aberto que atua no segmento de geração de energia renovável e comercialização de energia. É resultante integração dos ativos da Votorantim Energia e do CPP Investments, com a incorporação da CESP.
A empresa é a maior comercializadora de energia do Brasil.

## Histórico

### Antecedentes (CESP)
A CESP foi inicialmente constituída pelo governo de São Paulo, em 5 de dezembro de 1966, pela fusão de onze empresas de energia elétrica que atuavam isoladamente, a fim de centralizar o planejamento e racionalização dos recursos do estado de São Paulo no setor energético, recebendo o nome de Centrais Elétricas do Estado de São Paulo (CESP). A empresa, a partir de sua criação, passou a ser a maior empresa de geração de energia elétrica brasileira.
A CESP chegou a ter uma participação de quase 30% na capacidade instalada e de geração no País. No fim da década de 1980, o parque gerador da CESP era o maior do país, com uma soma de potencial instalado de 8.649.080 kW.

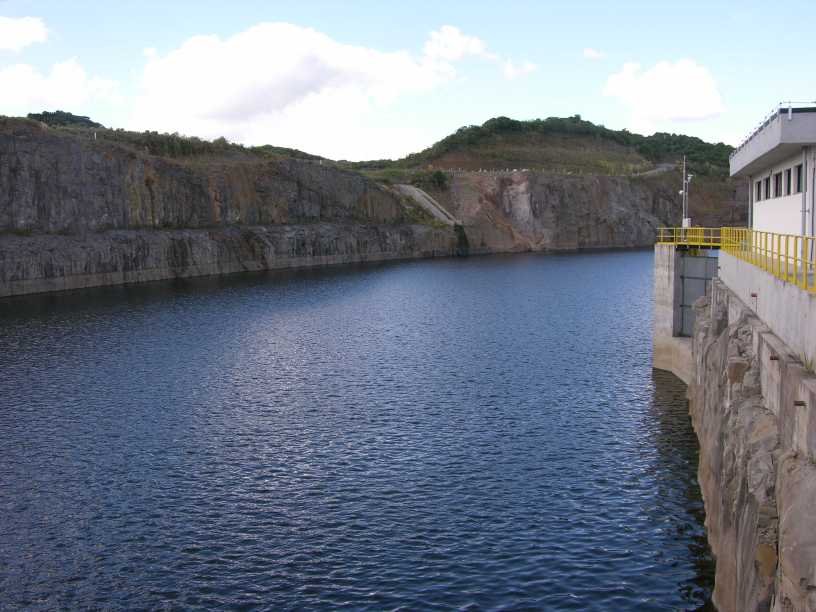
Usina Hidrelétrica de Campos Novos

O governo do estado de São Paulo promoveu, a partir de 1996, o processo de privatização de seu setor energético com a lei estadual número 9.361/96 e a coordenação pelo Conselho Diretor do Programa Estadual de Desestatização (PED), tendo sido privatizadas as subsidiárias da CESP, que foi mantida estatal até 2018.

### Criação da Auren
No dia 19 de outubro de 2018,  o consórcio São Paulo Energia, formado entre as empresas Votorantim Energia e o Canada Pension Plan Investment Board (CPPIB), arrematou o controle acionário do governo paulista na CESP, pelo valor de R$ 1,7 bilhão.
Adicionalmente, o consórcio deveria pagar R$ 1,397 bilhão de outorga pela renovação antecipada da concessão da Usina Engenheiro Sérgio Motta (Porto Primavera), por 30 anos, até 2048. O contrato de concessão com o governo federal venceria em 2028.
Em 28 de março de 2022, a CESP foi incorporada pela VTRM Energia, joint venture da Votorantim Energia e do CPPIB, e a nova empresa resultante da fusão passou a se chamar Auren Energia.

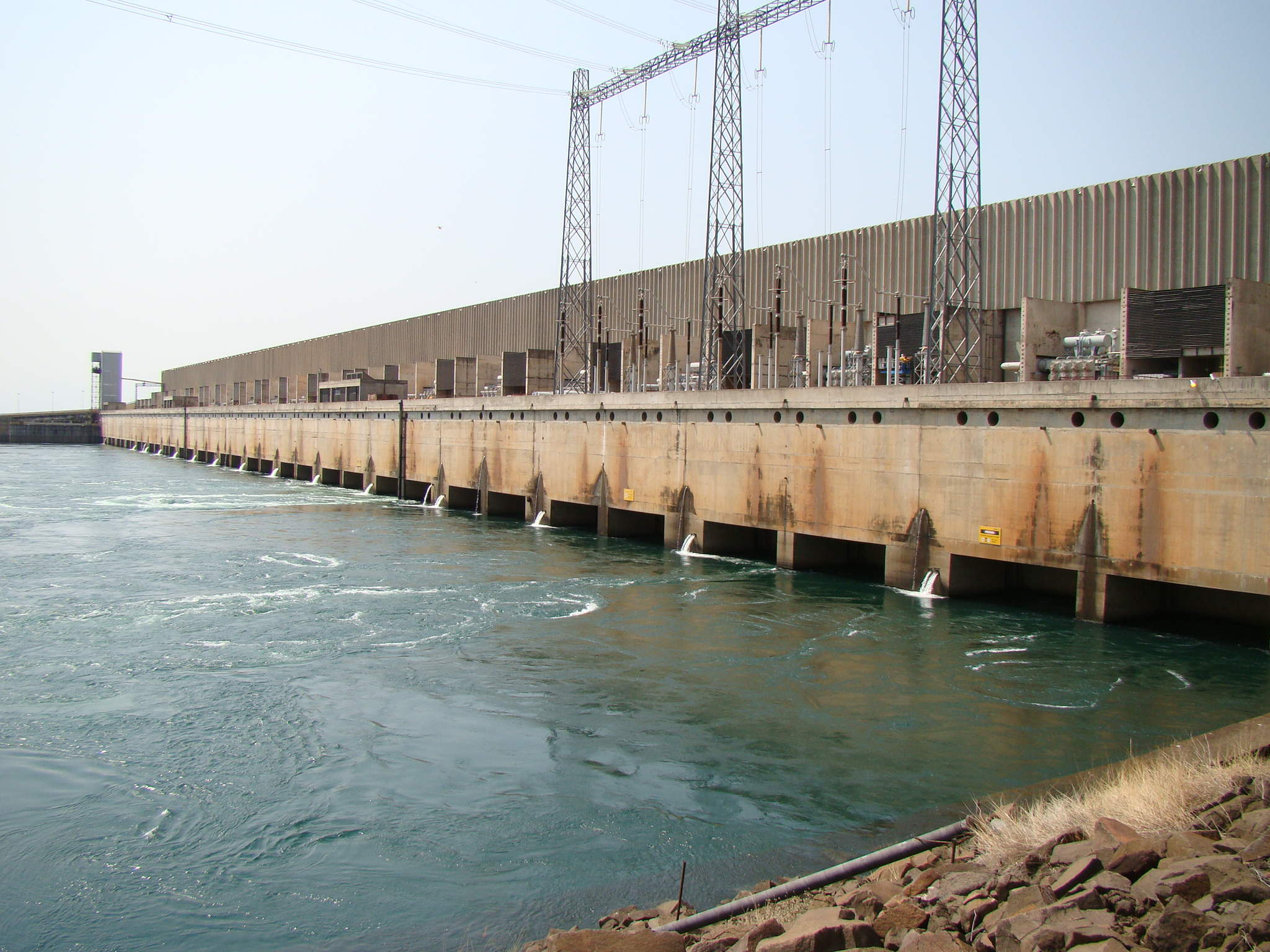
Usina Porto Primavera - Rio Paraná

### Compra da AES Brasil
Em 15 de maio de 2024, foi anunciada a compra da AES Brasil pela Auren. Com a incorporação dos ativos da AES Brasil, seria criada a terceira maior geradora do Brasil, com 8,8 GW de capacidade instalada. Será feita uma reorganização societária que converterá a AES em subsidiária integral da Auren e ocorrerá a unificação das bases acionárias da Auren e da AES Brasil.

## Parque gerador
Auren Energia nasceu com uma matriz energética diversificada, 100% renovável e um pipeline de projetos que combina fontes hídrica e solar, bem como soluções híbridas. Os ativos estão localizados em diferentes regiões, com uma das maiores capacidades instaladas do País (3,02 GW).  
A Auren Energia possui o controle das seguintes usinas, contando com um parque gerador 3.029,5 MWː

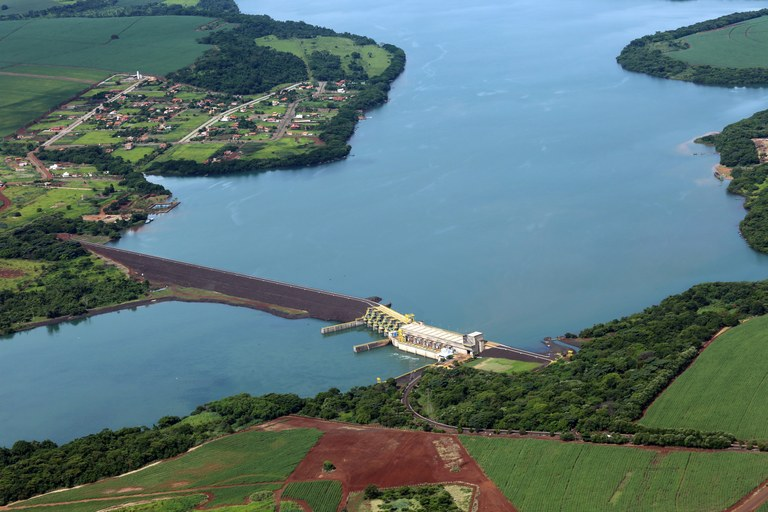
Usina Hidrelétrica de Igarapava

- UHE Porto Primavera (Engenheiro Sérgio Motta)
- UHE Barra Grande (Baesa)
- UHE Campos Novos (Enercan)
- UHE Amador Aguiar I e II
- UHE Igarapava
- UHE Picada
- UHE Machadinho
- Parque Eólico Ventos do Piauí I, II, III
- Parque Eólico Ventos do Araripe III
- Parque Solar Sol do Piauí
- Parque Solar Sol de Jaíba